# مفطورة رغوية
مفطورة رغوية (بالإنجليزية: Mycoplasma spumans)‏ هي نوع من البكتيريا، سلبية الغرام، تتبع المفطورة.